# Греццаго
Греццаго (итал. Grezzago) — коммуна в Италии, в провинции Милан области Ломбардия.
Население составляет 2514 человек (на 2005 г.), плотность населения составляет 1044 чел./км². Занимает площадь 2,49 км². Почтовый индекс — 20056. Телефонный код — 02.
Покровителем коммуны почитается святитель Мартин Турский, празднование 11 ноября.